# Джилбаб
Думата джилбāб или джилбааб (ар. جلباب) е множествено число на думата джилааба, която означава дълга и свободно падащо палто или дреха, носена от много мюсюлмански жени и мъже. Те вярват, че джилбаб изпълва значението, което Корана дава за Хиджаб. Джилбāб или Джилааба е познат също като Джубба или Манто (което е френската дума за палто или мантия).
Съвременният джилбаб покрива цялото тяло, освен ръцете, лицето и главата. Главата и врата после се покриват от шал или кърпа. Някои жени покриват и ръцете си с ръкавици, както и лицето си с никаб.
Има и мъжки вариант. В Египет и околнитие страни се нарича по същия начин или „галабея“ или „галаба“. Най-често се шие от плат, от който в Европа се провят мъжките костюми, прилича на дълга рокля която се носи вместо панталон и не е необичайно върху него да се сложи сако.